# CD+G
Pour les articles homonymes, voir CDG.

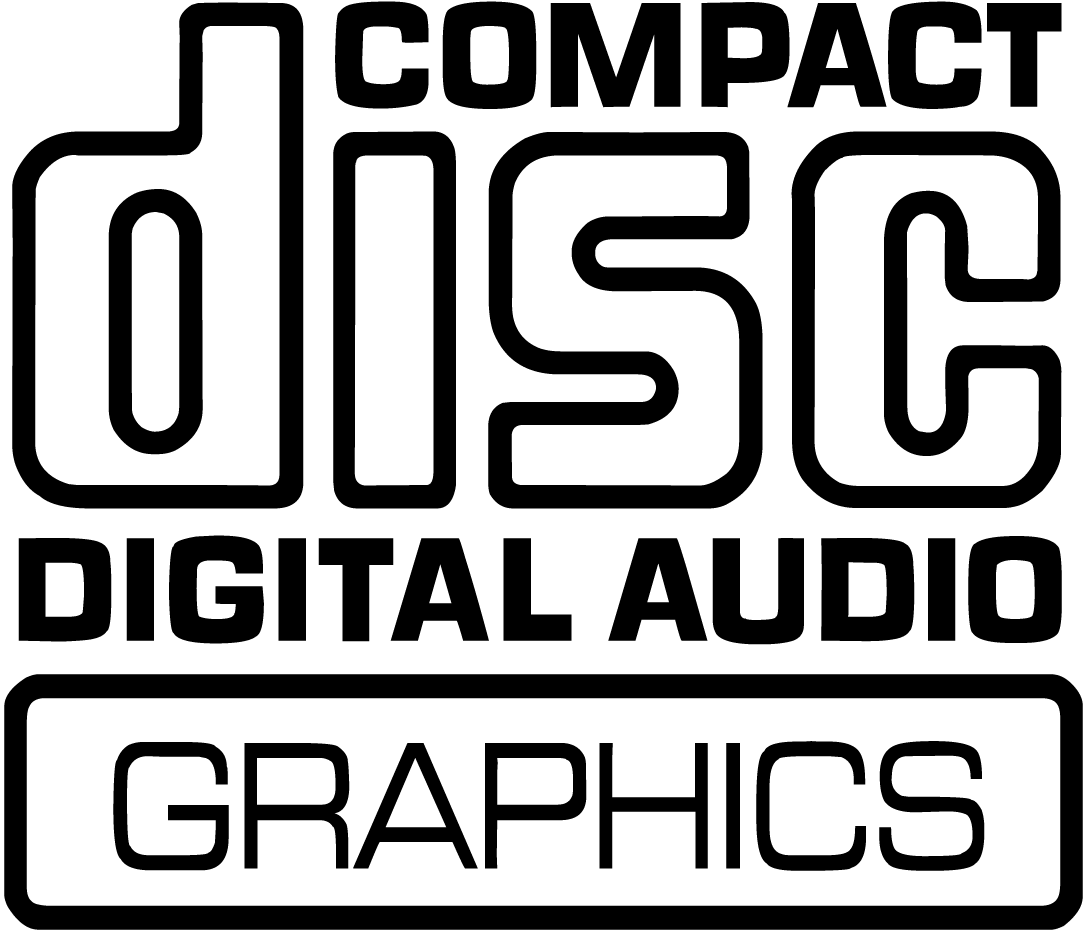
Logo de CD-Graphics

Un CD+G est un disque compact audio spécial qui contient des données graphiques entremêlées aux données audio sur le disque, utilisées le plus souvent pour le karaoké.
Ces CD sont donc lisibles avec n'importe quel lecteur de CD Audio, mais il n'est possible d'afficher les graphiques qu'avec un lecteur spécialisé.

## Précisions techniques
Un CD se divise en secteurs. 75 secteurs du CD sont lus par seconde. Dans chaque secteur, il y a 2 352 octets pour la musique (98 trames de 24 octets) et 96 octets de données (4 paquets de 24 octets) :
- 1 octet « commande »
- 1 octet « instruction »
- 2 octets « parité Q »
- 16 octets d'informations
- 4 octets « parité P »

À chacun des 8 bits des octets d'infos correspond un sous-canal (« subcode channel » en anglais) représentés par une lettre de P (bit de poids fort) à W (bit de poids faible) : 7=P, 6=Q, 5=R, 4=S, 3=T, 2=U, 1=V, 0=W.
Le format CD+G tire profit des 6 sous-canaux R à W normalement inutilisés (4×6/8×16, soit 48 octets en tout) pour y stocker des images d'une résolution de 300 × 216 pixels et 16 couleurs (4 bits).
Cela fait 9 × 75 × 48 = 32 400 octets, soit une image toutes les 9 secondes…
Sur ordinateur, il est possible à l'aide d'un logiciel de récupérer un fichier .bin contenant l'audio et les graphiques entrelacés, puis de les séparer en un fichier .cdg qui ne contient que les graphiques et un fichier qui ne contient que l'audio (.wav, .mp3, .wma ou autre).